# Sprockhövel
Sprockhövel ist eine Stadt im südlichen Ruhrgebiet, Nordrhein-Westfalen, Deutschland und gehört zum Ennepe-Ruhr-Kreis. Die Stadt gilt als eine Wiege des Ruhrbergbaus.

## Geografie

### Lage
Sprockhövel liegt im Niederbergisch-Märkischen Hügelland am südlichen Rand des Ruhrgebiets. Der Ort grenzt an die Städte Hattingen, Witten, Wetter (Ruhr), Gevelsberg, Schwelm (alle Ennepe-Ruhr-Kreis) und Wuppertal. Das gesamte Stadtgebiet, mit Ausnahme von Haßlinghausen, gehört zur naturräumlichen Einheit des märkischen Schichtrippenlandes.

### Stadtgliederung

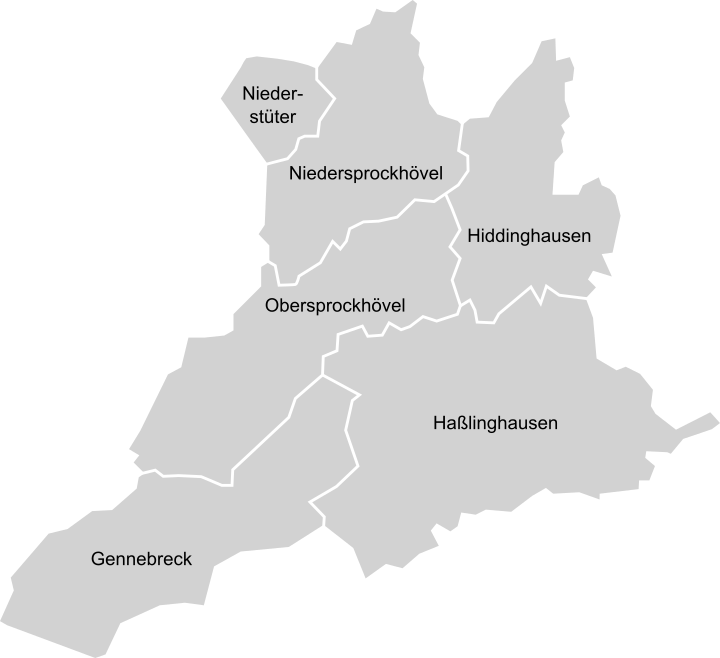
Ortsteile von Sprockhövel

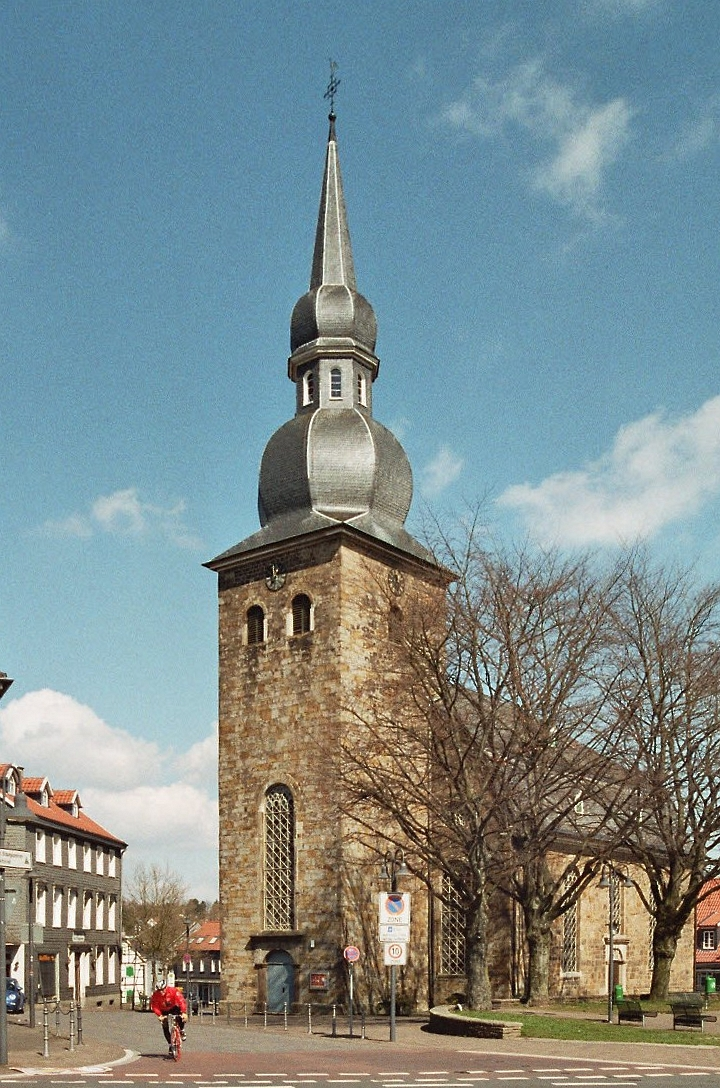
Die evangelische Kirche in Niedersprockhövel.

Sprockhövel hat sechs Stadtteile. Diese waren vor den kommunalen Neugliederungen von 1960 bzw. von 1970 eigenständige amtsangehörige Landgemeinden bzw. Teil von solchen.  (Einwohner am 31. Dezember 2018):
- Gennebreck (1.893)
- Haßlinghausen (8.845)
- Hiddinghausen (1.776)
- Niedersprockhövel (9.484)
- Niederstüter (1.699)
- Obersprockhövel (1.535)

## Geschichte

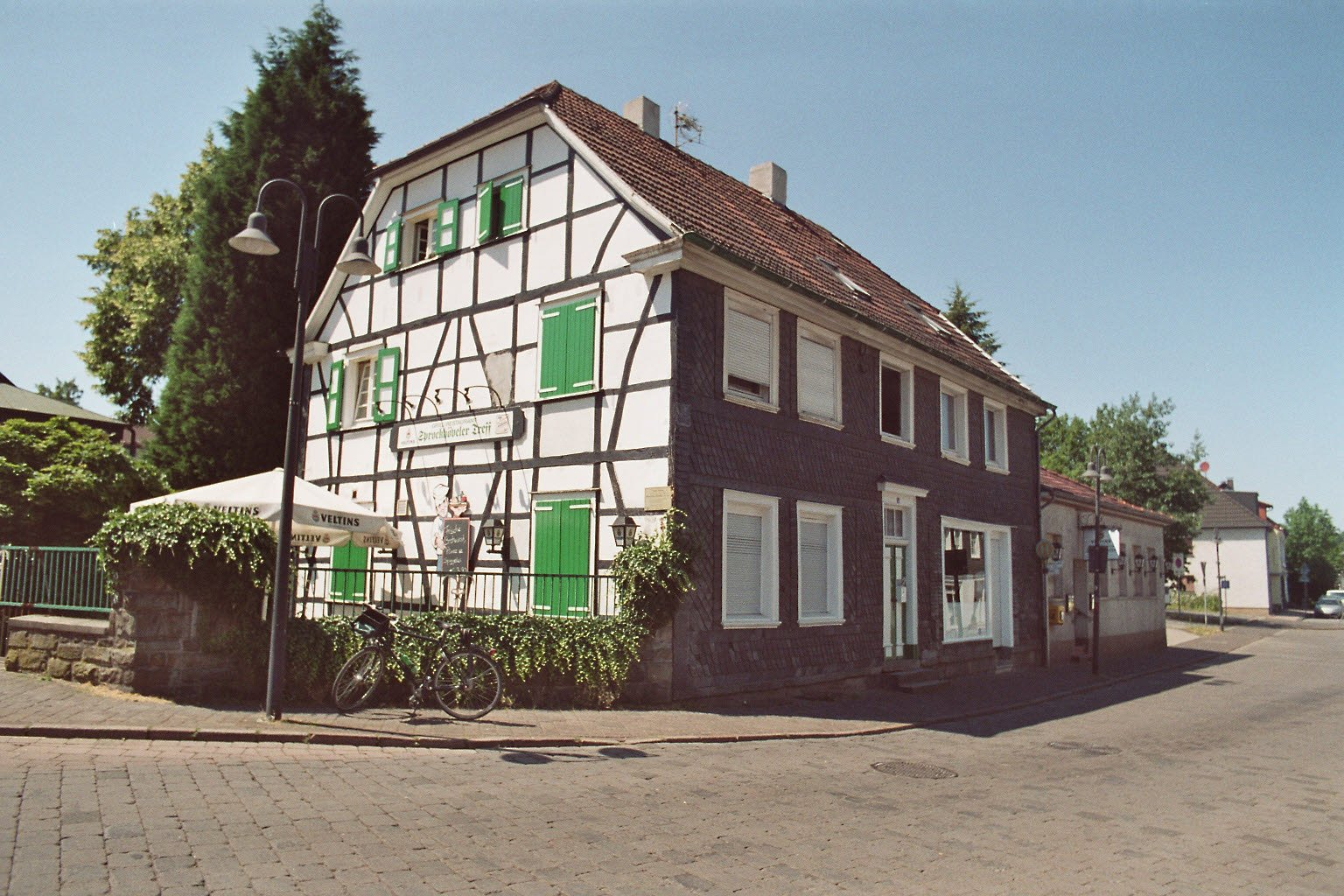
Haus Heine im Ortskern

Sprockhövel, das um das Jahr 1000 mit der Bezeichnung „Spurkinhuvelo“ erstmals urkundlich erwähnt wurde, ist dem westfälisch-märkischen Raum zugeordnet. Der Name leitet sich wohl von dem lateinischen spurca, was so viel bedeutet wie Wacholder und dem altdeutschen Wort huvele ab, was Hügel bedeutet. Sprockhövel heißt somit etwa Wacholderhügel.
Wacholderhügel fanden sich auch im alten Stadtwappen der Gemeinde wieder, das drei Wacholdersträucher auf drei Hügeln über einem Stollenmundloch zeigte. Erst mit der Kommunalreform 1970 entstand das aktuelle Stadtwappen durch Vereinigung des alten Sprockhöveler Wappens mit dem des ehemaligen Amtes Haßlinghausen. Aus dem Sprockhöveler Wappen wurden das Stollenmundloch und die drei Hügel übernommen; vom Amt Haßlinghausen stammt der Haselzweig.

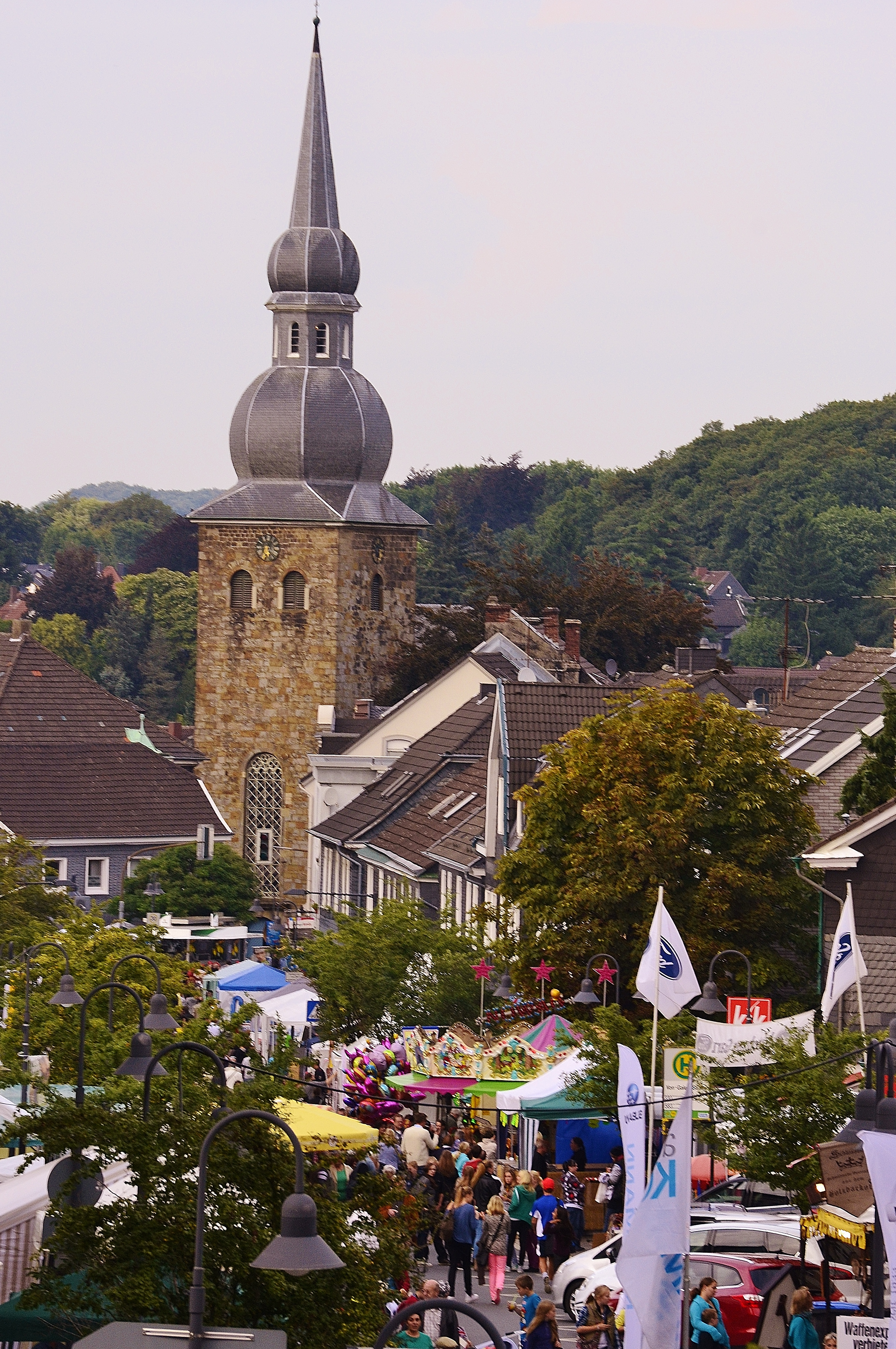
19. Stadtfest in Niedersprockhövel. 2013

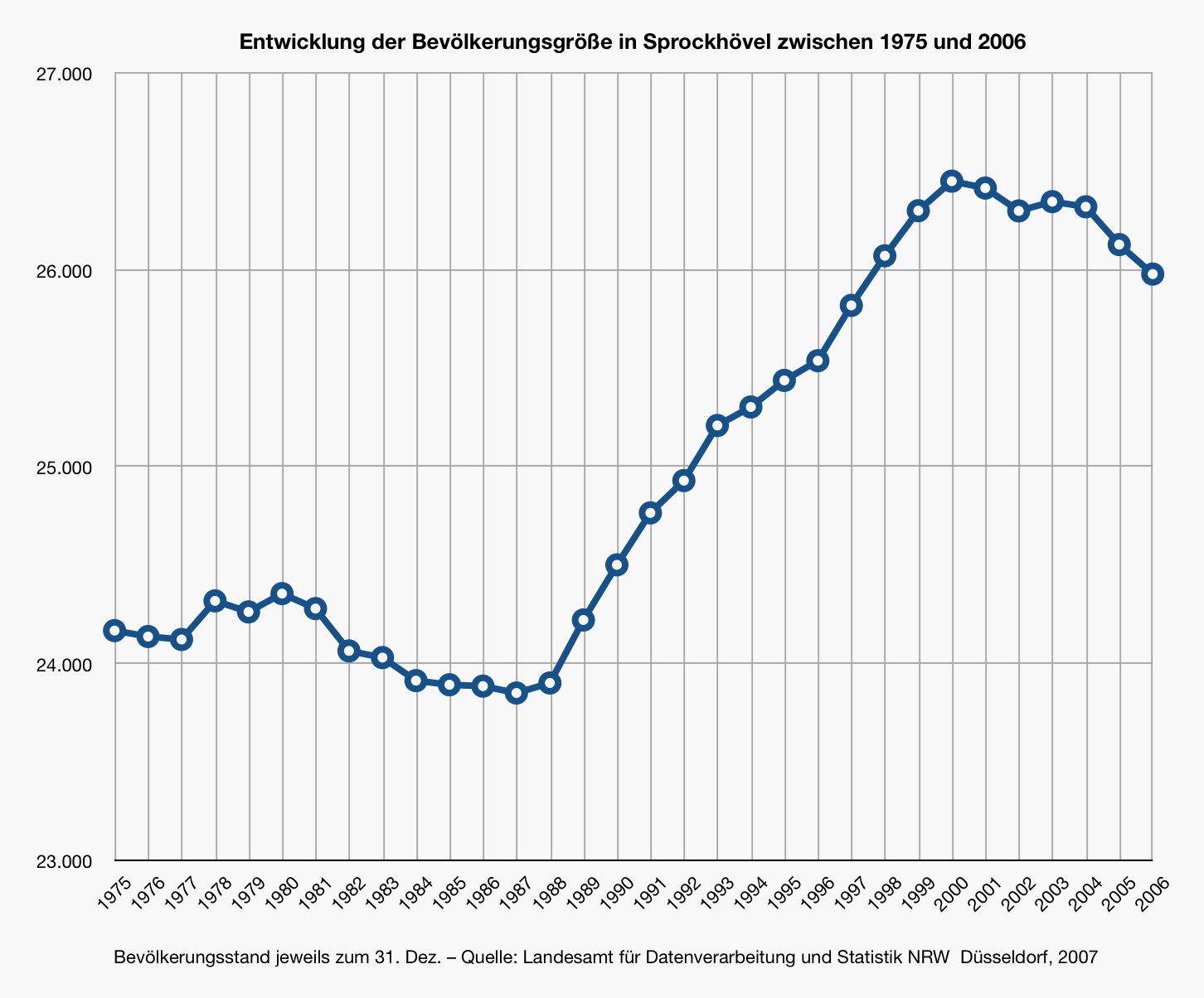
Entwicklung der Einwohnerzahl von 1975 bis 2006

Über Jahrhunderte bildete das Sprockhöveler Gebiet die Grenze zum Herzogtum Berg, dem Bergischen Land, dessen kulturelle Einflüsse noch  sowohl in der historischen Bausubstanz als auch in der Mundart deutlich erkennbar sind.
Bis zum industriellen Kohleabbau war der Sprockhöveler Raum vorwiegend landwirtschaftlich geprägt. Daneben gab es typisch landwirtschaftlich-handwerkliche Betriebe wie Schmieden und Schlossereien. Aus diesen Betrieben und dem dort vorhandenen Know-how entwickelten sich mit Beginn der Industrialisierung zahlreiche Zulieferbetriebe für den Bergbau (z. B. die Firmen Hausherr, Kraft, Düsterloh, Turmag und Hauhinco). Mit dem Niedergang des Ruhrkohlenbergbaus in den 1970er Jahren verschwanden langsam auch diese Betriebe aus dem Stadtbild.
Neben dem Kohleabbau war die gewerbliche Tuchweberei vor allem in ländlichen Gebieten der Stadt, im sogenannten Hügelland von großer wirtschaftlicher Bedeutung. Neben einigen industriellen Fertigungsstätten gab es zahlreiche Hausbandwirkereien, die in Heimarbeit Bänder für die Textilindustrie in den nahegelegenen Städten Wuppertal und Velbert produzierten. Das Bandwebereimuseum Elfringhausen im benachbarten Hattingen erinnert an diesen Industriezweig.
- Siehe auch: Liste der Bodendenkmale in Sprockhövel und Liste der Baudenkmäler in Sprockhövel

### Eingemeindungen
Die Gemeinde Sprockhövel entstand am 1. September 1960 durch den Zusammenschluss der  Gemeinden Nieder- und Obersprockhövel des Amts Blankenstein. Am 1. Januar 1970 erhielt sie die Stadtrechte und durch die Eingemeindung der Gemeinden Gennebreck, Haßlinghausen und Hiddinghausen des Amts Haßlinghausen und Teilen der Gemeinde Bredenscheid-Stüter des Amts Hattingen ihr heutiges Gesicht. Seitdem befindet sich der Verwaltungssitz mit dem Rathaus im Ortsteil Haßlinghausen.

## Politik

### Stadtrat
Die Tabelle zeigt die Sitzverteilung im Rat der Stadt Sprockhövel nach den Kommunalwahlen seit 2009:
| Partei/Liste | Sitze | Sitze | Sitze |
| Partei/Liste | 2020  | 2014  | 2009  |
| ------------ | ----- | ----- | ----- |
| SPD          | 10    | 16    | 14    |
| CDU          | 12    | 12    | 11    |
| GRÜNE        | 10    | 5     | 6     |
| FDP:         | 3     | 3     | 6     |
| WfS-FW1      | 2     | 2     | −     |
| MiS2         | 1     | −     | −     |
| LINKE        | −     | 1     | 1     |
| PIRATEN      | −     | 1     | −     |

1WfS-FW: Wähler für Sprockhövel-Freie Wähler 2MiS: Miteinander in Sprockhövel

### Bürgermeister
Die amtierende Bürgermeisterin von Sprockhövel ist Sabine Noll. Sie wurde am 13. September 2020 mit 57,91 % der Stimmen gewählt. Eine vollständige Liste früherer Bürgermeister befindet sich im Artikel der Persönlichkeiten der Stadt Sprockhövel.

### Wappen, Siegel, Flagge und Banner
| Banner, Wappen und Hissflagge |  |
|                               |  |
|                               |  |

Der Stadt Sprockhövel wurde durch Urkunde des Regierungspräsidenten Arnsberg vom 21. Februar 1973 das Recht zur Führung des nachfolgend beschriebenen Wappens verliehen worden (§ 2 der Hauptsatzung:)

„Das Wappen zeigt in Gold (Gelb) unter einem zweiblättrigen grünen Haselzweig mit drei roten Früchten einen blauen Dreiberg mit schwarzem, gold (gelb) eingefassten und mit silbernem (weißem) Hammer und Schlägel in Form eines Andreaskreuzes belegten Stollenmundloch.“

Das Wappen der Stadt Sprockhövel ist eine Kombination aus dem Wappen der ehemaligen Gemeinde Sprockhövel und dem des ehemaligen Amtes Haßlinghausen, woraus die Stadt Sprockhövel 1970 gebildet wurde. Der Haselzweig stammt aus dem Wappen des ehemaligen Amtes Haßlinghausen und entstand aufgrund der (irrtümlichen) Herleitung des Namens Haßlinghausen von Hasel. Der untere Teil entstammt dem älteren Wappen der Gemeinde Sprockhövel bzw. Niedersprockhövel. Der Dreiberg symbolisiert den Namen Sprockhövel aus dem altniederdeutschen Huvel, Hövel für Hügel. Das stilisierte Stollenmundloch enthält die Werkzeuge des alten Bergbaus, Schlägel und Eisen, und weist auf die Bergbauvergangenheit Sprockhövels hin.
Durch die oben genannte Urkunde wurde der Stadt auch das Recht zur Führung des nachfolgend beschriebenen Siegels verliehen:
„Das Siegel zeigt das Stadtwappen im Schild und in den oberen zwei Dritteln des Siegelrunds die Umschrift „Stadt Sprockhövel“.“
Durch Urkunde vom 7. Juli 1980 verlieh der Regierungspräsident Arnsberg der Stadt Sprockhövel zudem das Recht zur Führung einer Stadtflagge und eines Stadtbanners:
Flaggenbeschreibung:

„Von Gelb zu Blau zu Gelb im Verhältnis 1: 3: 1 längsgestreift, in der Mitte der blauen Bahn der Wappenschild der Stadt.

Bannerbeschreibung:

Von Gelb zu Blau zu Gelb im Verhältnis 1: 3: 1 längsgestreift, in der Mitte der oberen Hälfte der blauen Bahn der Wappenschild der Stadt.“

Wappen der ehem. Gemeinde Niedersprockhövel
Wappen des ehem. Amtes Haßlinghausen

### Städtepartnerschaften
- 1981 Städtepartnerschaft mit der Stadt South Kirkby and Moorthorpe (Yorkshire, England)
- 1987 Freundschaftsvertrag mit der Stadt Zaozhuang (ca. 2,8 Millionen Einwohner) in der Provinz Shandong, China
- 1988 Freundschaftsvertrag mit der Stadt Ciudad Darío in Nicaragua
- 1995 Freundschaftsvertrag mit der Stadt Lutterbach im Elsass, Frankreich
- 2000 Städtepartnerschaft mit der Stadt Oelsnitz im Erzgebirge, Deutschland

## Wirtschaft und Infrastruktur

### Bergbau

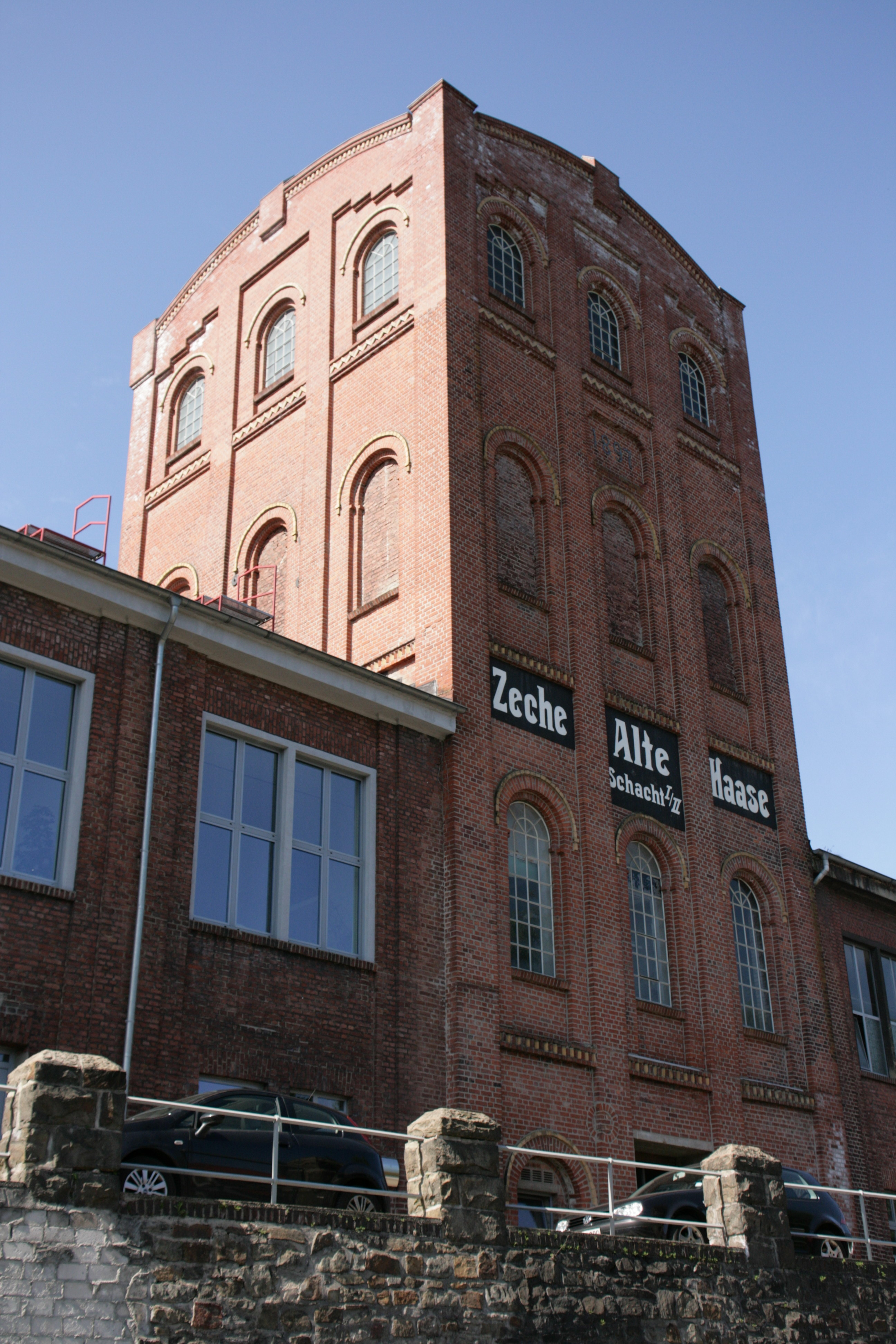
Malakowturm der ehemaligen Zeche Alte Haase

Sprockhövel gilt als Wiege des Ruhrkohlenbergbaus. Hier streichen die ältesten Flöze der Steinkohle an der Erdoberfläche aus und konnten so mit einfachsten Mitteln abgebaut werden. Die Steinkohle wurde in der Herzkämper Mulde im Tagebau gewonnen und war anfangs ein Nebenerwerb der Bauern und Kötter in der Region südlich der Ruhr. Im Jahre 1737 wurde am 18. Juli die Renovierte Bergordnung für die Grafschaft Mark erlassen und Anfang 1738 das Märkische Bergamt in Bochum gegründet. Die behördliche Regelung stieß auf Widerstand der örtlichen Gewerke, die ihre Gewohnheitsrechte gefährdet sahen. Die behördlich genehmigten Stollenzechen wiesen meist eine sehr geringe Mitarbeiterzahl auf – so beschäftigte die Zeche Glückauf in Gennebreck 17 Kumpel und gehörte damit neben Zeche Frosch mit teilweise knapp 20 Mann zu den größten Zechen der Grafschaft Mark.
1850 wurde mit dem Kohleneisenstein eine weitere Ressource entdeckt und belebte den stagnierenden Zechenbetrieb. Ab 1865 unterliegt der Bergbau der freien Konkurrenz und gegen 1890 wurde mit dem Tiefbau begonnen. Damit nahm die Bedeutung des Sprockhöveler Bergbaues ab, da Flöze nördlich der Ruhr mächtiger waren und bessere Abbaumöglichkeiten boten. Nach dem Zweiten Weltkrieg erblühte im Zuge der Energieknappheit wieder kurzzeitig der Kohleabbau in Sprockhövel; Mitte der 1950er Jahre begann jedoch das endgültige große Zechensterben in der Region. Die letzte große Zeche in Sprockhövel war Zeche Alte Haase, sie schloss im Jahre 1968 ihre Tore und beendete damit eine lange Bergbautradition in dieser Region.
Auf mehreren bergbauhistorischen Wanderwegen können sich heute Interessierte auf die Spur der Kohle begeben. Die Lehrpfade führen zu historischen Stellen und repräsentativen Ausstellungsstücken des Sprockhöveler Bergbaues (siehe z. B. Herzkämper-Mulde-Weg).
Der massive Kapazitätsabbau im deutschen Steinkohlebergbau hatte vor allem in den 1970/80er-Jahren Auswirkungen auf die in Sprockhövel ansässigen Bergwerksmaschinenhersteller Hausherr & Söhne, G. Düsterloh GmbH, Hauhinco GmbH und Turmag GmbH. Den Umsatzeinbruch auf dem Inlandsmarkt versuchten die Geschäftsführungen auf Exportmärkten wie in den ehemaligen GUS-Staaten Bulgarien, Polen, Rumänien, Sowjetunion und Tschechoslowakei sowie China im asiatischen Raum auszugleichen. Trotz einem hohen qualitativen und technologischen Standard blieben die Bergbauzulieferer-Betriebe in einem schrumpfenden Markt gefangen. Nur im geringen Umfang wurde eine Produktdiversifikation vorangetrieben.
Mit der Erklärung „Unsere Zukunft: Arbeitsplätze für die Region“ wandten sich die Betriebsratsvorsitzenden mit Unterstützung der IG Metall Hattingen an die Öffentlichkeit und forderten ihre Arbeitgeber auf, initiativ zu werden und gemeinsam Wege aus der Krise zu suchen. Mit „Betrieblichen Beschäftigungsplänen“ sollte die Grundlage für die „schrittweise Loslösung vom Bergbau“ durch Produktdiversifizierung geschaffen werden. Personelle Maßnahmen sollten durch „Qualifizieren statt entlassen“ sozial verträglich bewältigt werden.
Um den Strukturwandel in Sprockhövel zu flankieren, schlugen die gewerkschaftlichen Interessenvertreter mit Hilfe des Instituts für Arbeit und Technik (IAT) Gelsenkirchen an einem „Runden Tisch“ mit Vertretern der Arbeitgeber, der Gewerkschaft und der Politik den Aufbau eines „Entwicklungs- und Innovationszentrums für die Bergbauzulieferer-Betriebe in der Region Hattingen-Sprockhövel“ vor. Während die Städte Sprockhövel und Hattingen sowie das Land NRW die Vorschläge unterstützten, verhinderte das Konkurrenzdenken auf Arbeitgeberseite eine gemeinsame Strategie zur Stabilisierung der Betriebe und zur Sicherung der Arbeitsplätze. Die Folge war u. a. die vom Salzgitter-Konzern verordnete Schließung der Turmag GmbH und die Insolvenzen von Hausherr & Söhne sowie der G. Düsterloh GmbH.

### Medizinische Versorgung
Sprockhövel verfügt über kein eigenes Krankenhaus. Die medizinische Versorgung der Bürger wird vom Evangelischen Krankenhaus in der angrenzenden Stadt Hattingen sowie vom Helios-Krankenhaus in der Kreisstadt Schwelm übernommen. Der Rettungsdienst wird durch den Landkreis unterhalten.

### Sicherheit
Der Brandschutz und die allgemeine Hilfe in der Stadt Sprockhövel wird durch die Freiwillige Feuerwehr sichergestellt. Die Stadt ist in drei Löschbereiche unterteilt. Zum Löschbereich I gehören der Löschzug Haßlinghausen und die Löschgruppen Hiddinghausen und Schmiedestraße, zum Löschbereich II der Löschzug Niedersprockhövel und die Löschgruppe Obersprockhövel. Der Löschbereich III besteht nur aus dem Löschzug Gennebreck. Insgesamt stehen den ehrenamtlichen Helfern zur Bewältigung der Einsätze 21 Feuerwehrfahrzeuge und ein Schlauchanhänger zur Verfügung. Die Feuerwehr Sprockhövel rückt jährlich etwa 300 Mal zur Brandbekämpfung oder Technischen Hilfeleistung aus.

### Bildung
Die IG Metall unterhält in Sprockhövel mit dem IG Metall Bildungszentrum die nach eigenen Angaben derzeit größte gewerkschaftliche Bildungsstätte Deutschlands.
Neben mehreren Grundschulen, die die Schulversorgung in den Stadtteilen sicherstellen, gibt es zwei weiterführende Schulen: Die Mathilde-Anneke-Schule  (eine Hauptschule in Niedersprockhövel) und die Wilhelm-Kraft-Gesamtschule im Stadtteil Haßlinghausen.
Private Bildungseinrichtungen, die Schüler bei ihrem schulischen Erfolg unterstützen, finden sich sowohl in Niedersprockhövel als auch in Haßlinghausen.

### Verkehr

#### Straße
Drei Autobahnen (A 1, A 43, A 46) verbinden die Stadt mit den umliegenden Großstädten Wuppertal, Essen, Bochum und Dortmund. Auf Sprockhöveler Stadtgebiet liegt das die drei genannten Bundesautobahnen verbindende Autobahnkreuz „Wuppertal-Nord“. Ferner führte die ehemalige Bundesstraße 51 (seit 1. Januar 2010: Landesstraße L 651) von Hattingen bis zur Anschlussstelle Sprockhövel der A 43 im Hammertal durch das Stadtgebiet.

#### Schienenverkehr

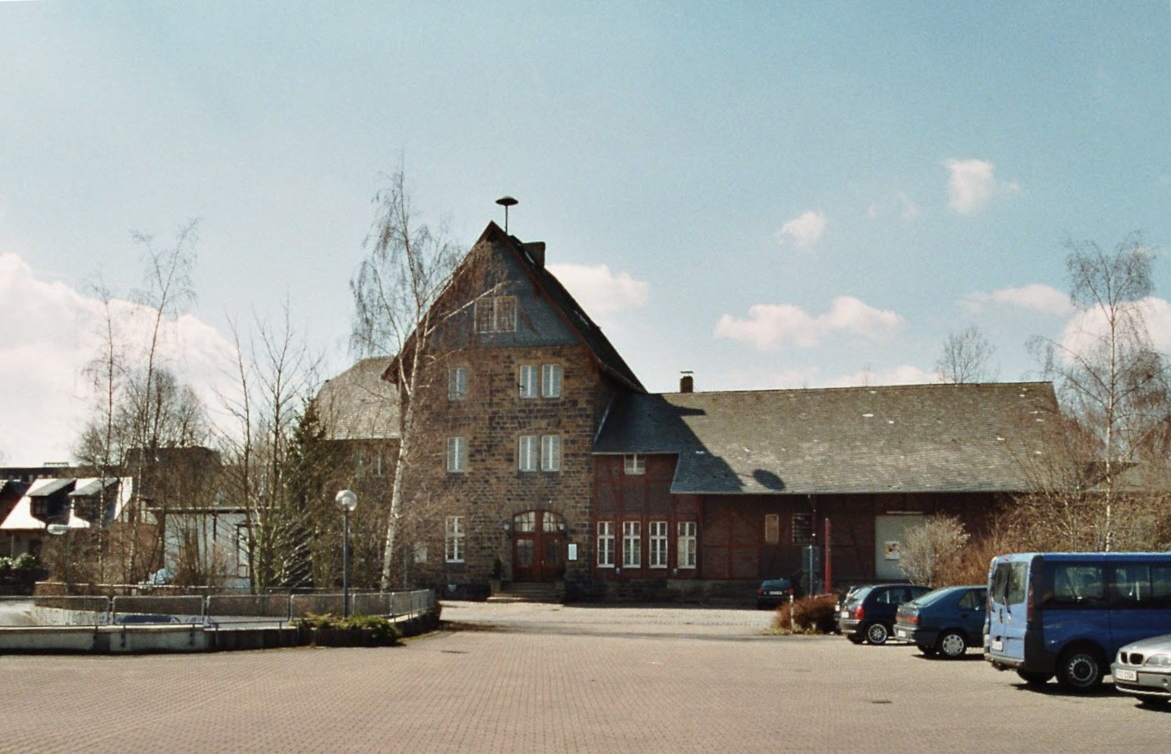
Ehem. Bahnhof Sprockhövel

Auf der Bahnstrecke Wuppertal-Wichlinghausen–Hattingen, die durch Sprockhövel führte, wurde 1979 der Personenverkehr und 1982 auch der Güterverkehr eingestellt. Die Trasse wird als Rad- und Wanderweg genutzt (Von-Ruhr-zur-Ruhr-Radweg).
Die nächstgelegenen Bahnstationen sind heute für Niedersprockhövel Hattingen (Ruhr) Mitte mit der S 3 nach Essen, Mülheim (Ruhr) und Oberhausen und für Haßlinghausen Gevelsberg-Kipp mit der S 8 nach Wuppertal, Düsseldorf und Mönchengladbach bzw. Hagen in der Gegenrichtung.

#### ÖPNV
In Sprockhövel verkehren Buslinien der Verkehrsgesellschaft Ennepe-Ruhr (kurz VER). Sie verbinden Sprockhövel mit den Nachbargemeinden Wuppertal, der Kreisstadt Schwelm, Hattingen (Ruhr), Gevelsberg und auch Witten. In Sprockhövel verkehren die beiden SB-Linien 37 und 67, welche schnelle Verbindungen nach Bochum Hbf, Hattingen, Schwelm und Ennepetal (SB 37), bzw. Wuppertal Hbf, Barmen, Heven und Bochum-Ruhr-Universität (SB 67) herstellen. Beide SB-Linien bedienen die ÖPNV-Knotenpunkte Niedersprockhövel Kirche und Haßlinghausen Busbahnhof.

## Kultur, Religion und Sehenswürdigkeiten

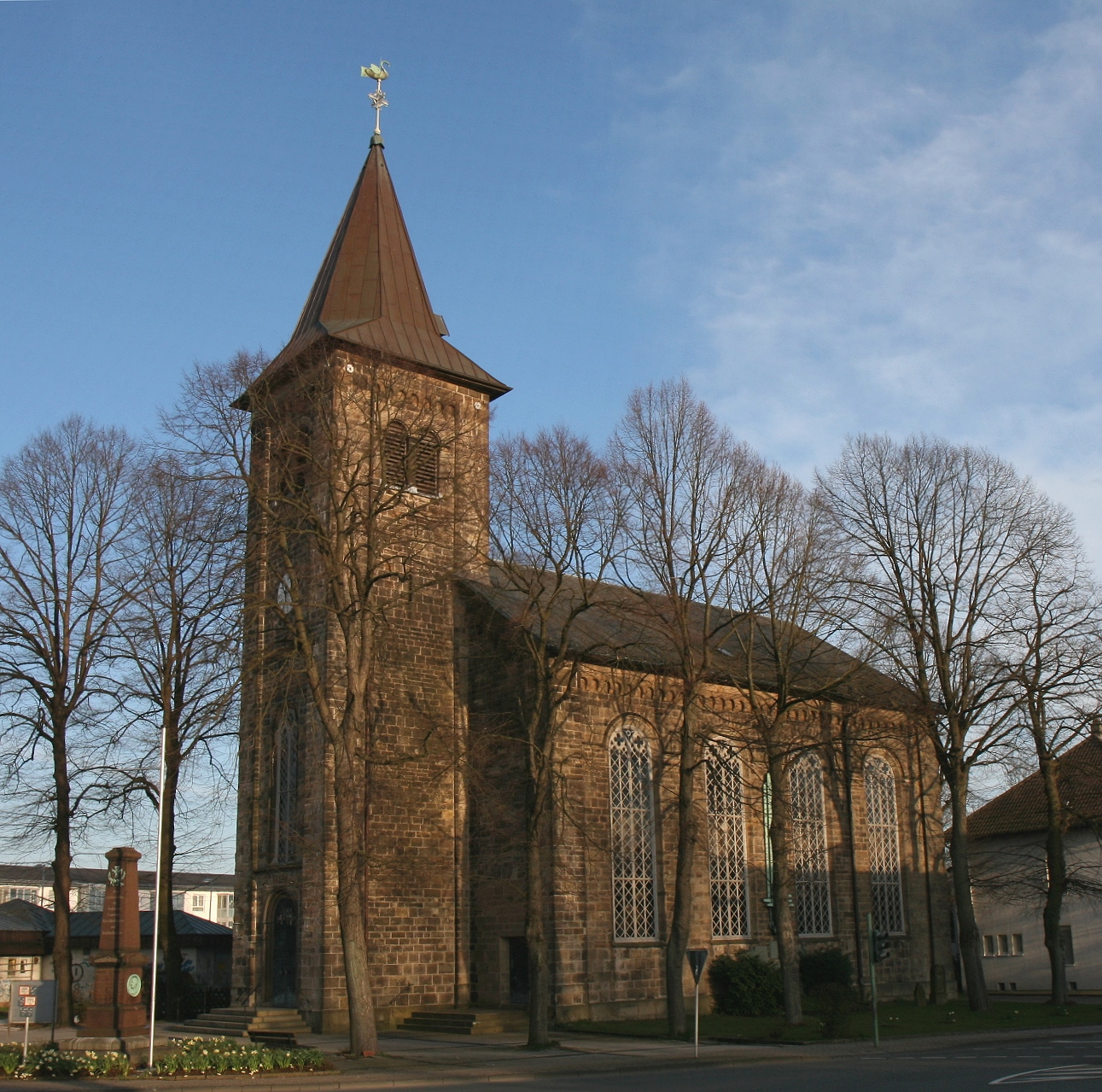
Evangelische Kirche in Haßlinghausen

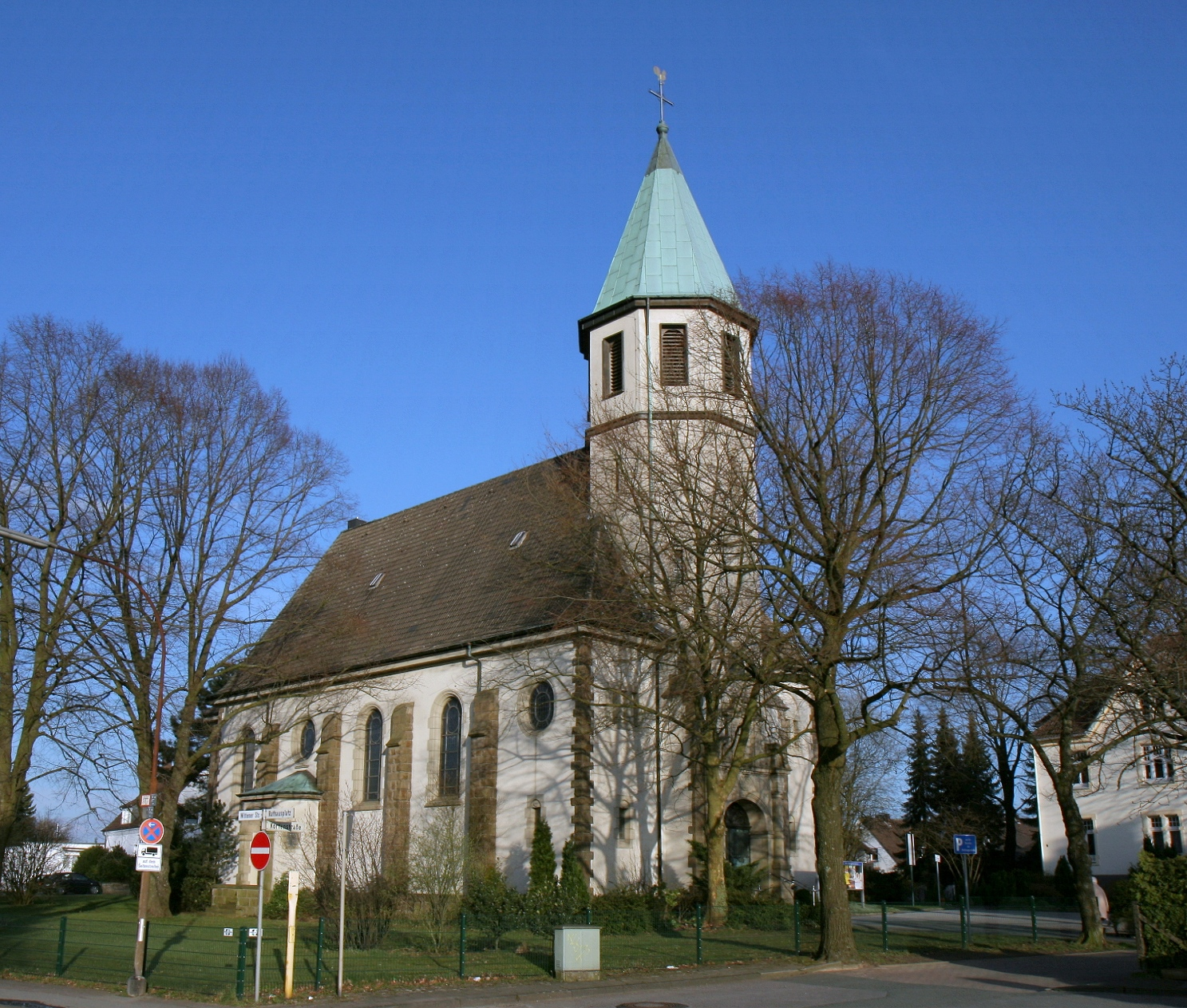
Katholische Kirche „St. Josef“ in Haßlinghausen

### Konfessionsstatistik
Gemäß dem Zensus 2011 waren 48,1 % der Einwohner evangelisch, 20,3 % römisch-katholisch und 31,6 % waren konfessionslos, gehörten einer anderen Glaubensgemeinschaft an oder machten keine Angabe. Die Zahl der Protestanten und Katholiken ist seitdem gesunken und mit zirka 43 % sind die Personen die keiner rechtlich-körperschaftlich verfassten Religionsgemeinschaft angehören eine Mehrheit der Bevölkerung. Ende Dezember 2018 waren 38 % der Einwohner protestantisch und 19 % katholisch, die verbleibenden 43 % gehörten anderen Religionen an oder sind konfessionslos.

### Kultur
Das kulturelle Leben der Stadt bündelt sich mit den Vorsitzenden der jeweiligen Vereine im Stadtkulturring Sprockhövel.
Erwähnenswertes Mitglied ist die Stadt- und Feuerwehrkapelle Sprockhövel als größtes symphonisches Blasorchester des südlichen Ruhrgebietes.
Zudem besitzt Sprockhövel eine eigene städtische Musikschule, die auch diverse Orchester, kammermusikalische Besetzungen und Spielkreise anbietet. Einige Jugendliche haben sehr erfolgreich am Bundeswettbewerb Jugend musiziert teilgenommen.

### Sprockhövel in der Literatur
1994 veröffentlichte der aus dem Nachbarort Hattingen stammende Zeichner Jamiri den Comic Das schwarze Loch. Held des Werkes ist Spacejamiri. Er fliegt in seinem Raumschiff als erster Mensch in ein schwarzes Loch und fragt sich, ob am anderen Ende die Antwort auf alle Fragen wartet, das Nirvana oder gar Gott. Stattdessen landet er mit verdutztem Gesichtsausdruck an einer verregneten Straßenkreuzung mit dem Ortsschild „Sprockhövel“.

### Sport
Die TSG Sprockhövel unterhält die derzeit erfolgreichste Fußballabteilung der Region: Die erste Mannschaft spielt in der Oberliga Westfalen. Der SC Obersprockhövel qualifizierte sich zwischen 1929 und 1932 viermal in Folge für die deutsche Fußballmeisterschaft des Arbeiter-Turn- und Sportbundes. Weitere Vereine mit Fußballabteilungen sind Hiddinghauser FV e. V., TUS Hasslinghausen 07 e. V., VfL Gennebreck 1923 e. V. und Wilde 13 Sprockhövel 1992 e. V.

## Persönlichkeiten
Zu bekannten gebürtigen und mit der Stadt Sprockhövel verbundene Persönlichkeiten gehören Personen aus Kunst und Kultur, Militär, Sport, Wissenschaft und Politik. Eine vollständige Liste, inklusive Bürgermeister und Ehrenbürger, befindet sich im Hauptartikel.